# Кандель, Эдуард Израилевич
Эдуард Израилевич Кандель (14 августа 1923, Одесса — 1 августа 1990, Москва) — один из ведущих советских врачей-нейрохирургов, заведующий нейрохирургическим отделением НИИ неврологии Академии медицинских наук СССР (1965—1990).
Доктор медицинских наук, лауреат Государственной премии СССР (1985) в области техники — за разработку сосудистой нейрохирургии. Ветеран Великой Отечественной войны, старший лейтенант медицинской службы, 11-й отдельной Оршанской ордена Александра Невского бригады связи. Являлся автором более 350 научных работ, 6 монографий, 12 глав в коллективных монографиях, 14 изобретений и 5 патентов.

## Биография
Родился 14 августа 1923 года в Одессе в семье служащего Израиля Филипповича (Фишелевича) Канделя (1883—1943), родом  из Могилёва-Подольского, и Анны Давидовны Кандель (урождённой Шершер, 1897—1981), уроженки Одессы. В 1930 году семья переехала в Москву, где Эдуард спустя годы окончил среднюю школу.
В 1940 году поступил в 1-й Московский медицинский институт. С началом военных действий подрабатывал фельдшером на Московской станции скорой помощи. В 1942 году перебрался в Томск, где продолжил обучение в местном мединституте. В октябре 1944-го, возвратившись в Москву, окончил лечебный факультет Московского мединститута.
Был немедленно призван на военную службу, участвовал в боевых действиях (в качестве врача) на 3-м Белорусском фронте. В 1946 году стал аспирантом Института нейрохирургии АМН СССР под руководством Леонида Корейши.
Защитил диссертацию по теме «Влияние острого раздражения головного мозга человека на кровяное давление и дыхание». В те же годы вступил в партию. В конце 1949 года Леонид Корейша писал о своём выпускнике:
Он проявил себя способным научным работником с прогрессивным направлением мысли, свободно пользуется литературой как отечественной, так и на английском и немецком языках. В его законченной диссертации, посвящённой влиянию острого раздражения головного мозга на сердечно-сосудистую систему, оригинально освещены сложные вопросы, имеющие большое теоретическое и практическое значение. Его доклады и выступления на научных обществах всегда вызывали интерес и оживлённые прения.
После года работы в Киргизии Кандель был назначен младшим научным сотрудником Института нейрохирургии. В связи с «делом врачей» был уволен из института. Восстановлен в должности после смерти Сталина.
В середине 1950-х годов Кандель активно исследовал опухоли зрительного бугра и перспективы применения ганглиоблокаторов в области нейрохирургии. После длительной работы в Англии впервые в Советском Союзе начал лечить паркинсонизм хирургическим путём. Благодаря знанию английского языка нередко выступал на иностранных нейрохирургических форумах.
В 1964 году Александр Арутюнов, пришедший на место директора Института нейрохирургии, уволил из его состава «заслуженных стариков», в том числе и Эдуарда Канделя. На помощь товарищу пришёл отец его ученика, Александра, Николай Коновалов, пригласивший Канделя возглавить собственную нейрохирургическую клинику.
Вскоре Кандель был избран председателем Московского общества нейрохирургов. В 1985 году вместе с несколькими другими талантливыми учёными был удостоен Государственной премии СССР за разработку сосудистой нейрохирургии.
В 65 лет Канделю был поставлен диагноз «рак лёгких». Поражённое лёгкое было удалено (оперировал Михаил Перельман), и Канделю ненадолго стало легче. Однако вскоре были обнаружены метастазы в  головном мозге.  Была проведена ещё одна операция (оперировал Александр Коновалов), но после неё Кандель прожил недолго.
1 августа 1990 года Э. И. Кандель скончался. Похоронен на центральной аллее Востряковского кладбища.

Могила Канделя на Востряковском кладбище Москвы.

### Личная жизнь
Был женат на Гелене Моисеевне Кандель (урождённой Раппопорт, род. 1948) — сестре эстрадного певца Иосифа Кобзона.
Двоюродные братья — Феликс Соломонович Кандель, писатель; Эдуард Александрович Шершер (1924—2018), военный инженер-конструктор, полковник, начальник отдела в Центральном НИИ Военно-воздушных сил и ОКБ «Союз». Троюродный брат — Леонид Шершер, поэт и военный корреспондент.
Поддерживал близкие дружеские отношения со своим учеником Александром Коноваловым (одним из первых Героев Труда Российской Федерации), бардами Александром Галичем и Владимиром Высоцким, а также актёром Андреем Мироновым. Последнего в августе 1987 года Кандель безуспешно пытался спасти на хирургическом столе рижской больницы.
Свободно говорил на идише и английском языке.

## Память
В 1998 году друзьями и близкими Эдуарда Канделя была издана книга воспоминаний о нём «Высший титул».
Владимир Высоцкий посвятил другу песню «Хирург-еврей»:
Он был хирургом — даже нейро,

Специалистом по мозгам.

На съезде в Рио-де-Жанейро

Пред ним все были мелюзга. …